# Rick Martel
Vous lisez un « bon article » labellisé en 2015.
Rick Martel (pseudonyme de Richard Vigneault, né le 18 mars 1956 à Québec) est un lutteur professionnel (catcheur) québécois. Au cours de sa carrière, il remporte à trois reprises le championnat du monde par équipe de la World Wrestling Federation, à deux reprises avec Tony Garea puis avec Tito Santana. Il obtient aussi un championnat majeur à l'American Wrestling Association en y devenant champion du monde poids-lourds. En 1998, il rejoint la World Championship Wrestling où il remporte le championnat du monde de la télévision avant d'arrêter sa carrière à la suite d'une blessure. En 2015, il entre au Professional Wrestling Hall of Fame and Museum.

## Carrière

### Jeunesse et débuts dans diverses fédérations
Vigneault pratique la lutte gréco-romaine, et fait ses débuts à l'âge de 17 ans quand son frère Michel, qui utilise le nom de ring de Michel Martel, lui demande de remplacer un catcheur absent. Il prend alors le pseudonyme de Rick Martel qu'il utilise durant toute sa carrière. Il travaille ensuite à la Stampede Wrestling où en 1974 il est champion international par équipe de la Stampede avec Lennie Hurst et ils perdent ce titre le 18 octobre de cette même année face à Pat et Mike Kelly,.
Il part ensuite en Australie et en Nouvelle-Zélande où il remporte avec Larry O'Day le 18 février 1977 le championnat par équipe d'Australie-Asie de la National Wrestling Alliance (NWA) au cours d'un spectacle de la World Championship Wrestling avant de perdre ce titre la même année. Le 26 mai de cette même année, il obtient son premier titre individuel en devenant champion poids-lourds de l'Empire britannique au cours d'un spectacle de l'All Star Pro Wrestling en Nouvelle-Zélande et perd ce titre courant 1977.
En mars 1978, il devient champion poids-lourds d'Amérique du Nord de la NWA (dans sa version hawaïenne) à la Mid-Pacific Promotions et perd ce titre en juin de cette même année. Il part ensuite en Géorgie où il fait équipe avec Tommy Rich et remporte le 23 septembre le championnat par équipe de Géorgie de la NWA ; ils conservent ce titre jusqu'au 20 octobre,.
Début 1979, il retrouve son frère Pierre à Porto Rico et il devient championnat par équipe d'Amérique du Nord du World Wrestling Council quand Jean Martel quitte la fédération le 22 janvier. Ils perdent ce titre deux semaines plus tard. Il retourne ensuite en Nouvelle-Zélande où il devient une deuxième fois champion poids-lourds de l'Empire britannique du 19 mars au 28 mai, il remporte une troisième fois ce titre probablement en fin d'année avant de quitter la Nouvelle-Zélande et de rendre son titre,.
En 1980, il travaille principalement dans l'Oregon au sein de la Pacific Northwest Wrestling où il devient champion poids-lourds de la NWA Pacific Northwest le 22 mars après sa victoire sur Buddy Rose et la semaine suivante, il fait équipe avec Roddy Piper avec qui il remporte le championnat par équipe en gagnant leur match face à Brute Miller et Luke Williams,. Ils perdent le titre par équipe le 12 mai face à Miller et Williams et le récupèrent le 5 août,. Entretemps, ils deviennent champion par équipe du Canada de la NWA à Vancouver le 19 mai après leur victoire sur Miller et Williams dans un match en cage. Piper et Martel rendent ce titre en cours d'année,. Il perd le titre poids-lourds de la NWA Pacific Northwest le 16 août dans un Loser Leaves Town match face à Buddy Rose et Piper le remplace par Mike Popovich,.

### World Wrestling Federation (1980-1982)
En juillet 1980, il commence à travailler pour la World Wrestling Federation (WWF). Rapidement, il fait équipe avec Tony Garea avec qui il devient champion du monde par équipe de la WWF après leur victoire sur les Wild Samoans (Afa et Sika Anoa'i) le 8 novembre. Ce règne est cependant de courte durée puisqu'il prend fin le 17 mars 1981 avec leur défaite face aux Moondogs (Moondog King et Moondog Rex). Ils récupèrent le titre le 21 juillet dans un match revanche et le gardent jusqu'au 13 octobre où Mr. Fuji et Mr. Saito deviennent les nouveaux champions.

### American Wrestling Association et Lutte Internationale (1982-1987)
Martel rejoint l'American Wrestling Association en juin 1982 et dès la fin de l'année il est mis en valeur et affronte à plusieurs reprises le champion de monde poids-lourds de l'AWA Nick Bockwinkel ainsi que pendant l'année 1983. Le 13 mai 1984, Martel remporte son unique championnat majeur en mettant fin au règne de champion du monde poids-lourds de l'AWA de Jumbo Tsuruta. Le 28 septembre 1985, il commence une rivalité avec Stan Hansen après leur double disqualification à la suite de coups de chaises dans un match de championnat. Le 29 décembre, Martel perd face à Hansen par soumission et la ceinture change de main. Ce changement de titre par soumission, chose assez rare à l'époque, s'explique par le fait que Martel n'est pas assez charismatique.
Durant cette période, il travaille au Québec à la Lutte Internationale où il détient le championnat poids-lourds entre le mois de mars 1983 et le 21 septembre de cette même année où Dino Bravo récupère son titre,.

### World Wrestling Federation (1986-1995)

#### The Can-Am Connection (1986-1987)
Il retourne à la World Wrestling Federation fin 1986 et fait équipe avec Tom Zenk avec qui il forme une équipe surnommée The Can-Am Connection. Le 29 mars 1987 au cours de WrestleMania III, ils battent Bob Orton et The Magnificent Muraco. Le 2 mai, ils remportent un match face à l'Iron Sheik et Nikolai Volkoff grâce à l'intervention de Jim Duggan. Au cours de l'été, Zenk quitte la fédération.

#### Strike Force (1987-1989)

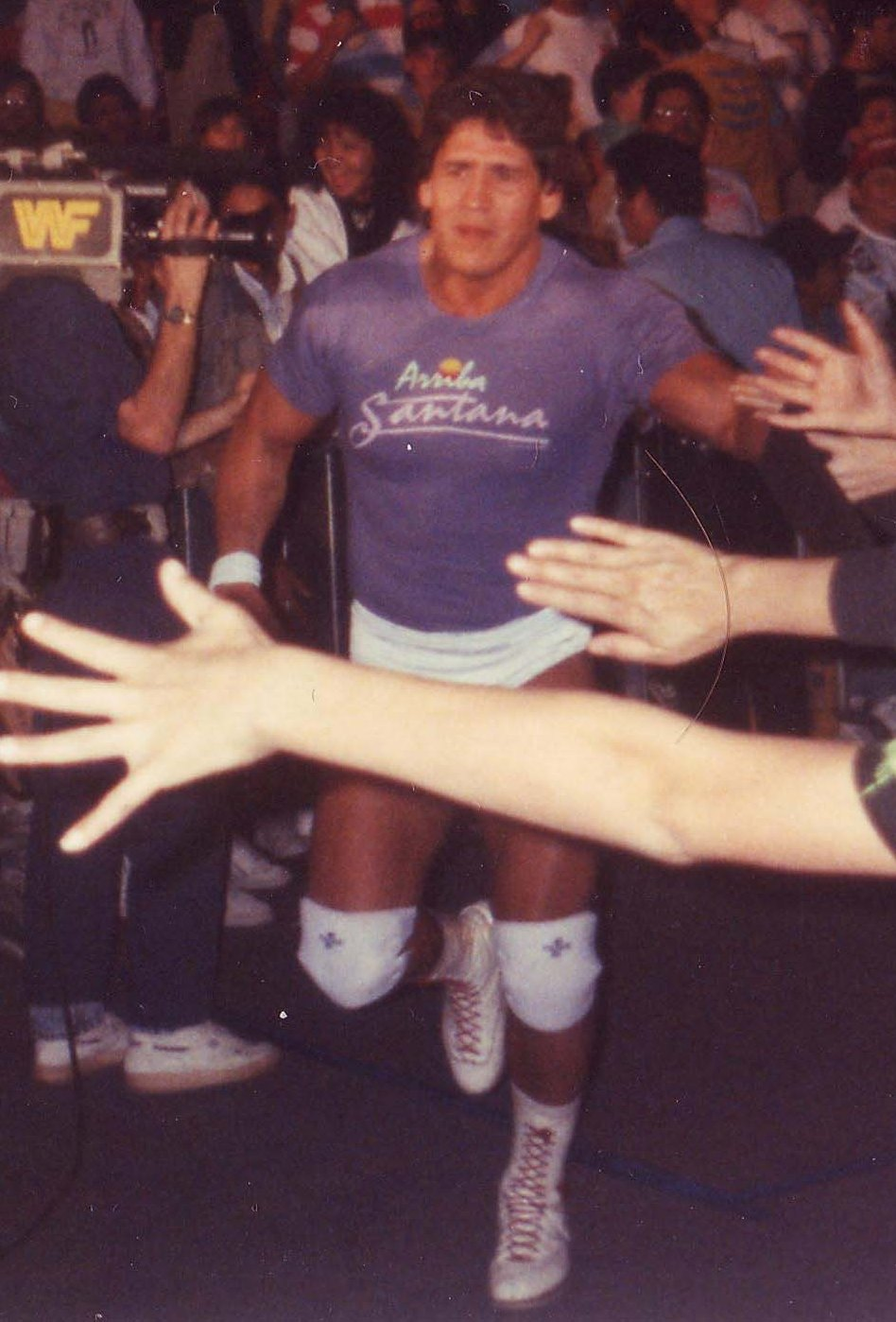
Tito Santana, l'équipier de Martel de 1987 à 1989.

Début août 1987, il commence à faire équipe avec Tito Santana avec qui il forme la Strike Force. Le 27 octobre, ils deviennent champion du monde par équipe de la WWF après leur victoire sur la Hart Foundation (Bret Hart et Jim Neidhart) au cours de l'enregistrement de Superstars of Wrestling du 7 novembre. Le 27 novembre au cours des Survivor Series, la Hart Foundation élimine Strike Force mais cela n'empêche pas l'équipe de Martel et Santana composée des British Bulldogs (Davey Boy Smith et Dynamite Kid), The Killer Bees (B. Brian Blair et Jim Brunzell), les frères Rougeau (Jacques et Raymond Rougeau) et The Young Stallions (Jim Powers (en) et Paul Roma) de sortir vainqueur de ce match par équipe à élimination.
La rivalité avec la Hart Foundation continue et donne lieu à un match de championnat où Martel et Santana conservent leur titre le 5 février 1988. Ils perdent le titre le 27 mars au cours de WrestleMania IV face à Demolition (Ax et Smash). Ils obtiennent deux matchs pour le titre mais échouent le 25 avril puis le 7 mai,. Peu de temps après, Demolition le blesse de manière scénaristique ; ceci étant un prétexte pour expliquer son absence liée aux problèmes de santé de son épouse.
Il revient sur le ring en janvier 1989 et participe au Royal Rumble match le 15 janvier au cours du spectacle éponyme où il entre en 29e position et élimine The Barbarian avant qu'Akeem le sorte du match. Le 2 avril à WrestleMania V, Martel trahit Santana en le laissant seul au cours de leur match face aux Brainbusters (Arn Anderson et Tully Blanchard). Dans une interview en 2011, Martel explique que bien qu'à l'époque il apprécie de travailler avec Santana, il souhaite se faire connaitre à la WWF pour son travail en solo.

#### The Model (1989-1995)
Après la dissolution de Strike Force, Martel entame une rivalité avec son ancien équipier, incarnant l'antagoniste ou heel, et endosse le rôle de The Model, une sorte de mannequin arrogant dont l'idée vient de J.J. Dillon qui au cours du passage de Martel à Hawaï lui conseille d'incarner ce type de personnage. Le 28 août à SummerSlam, il fait équipe avec les Fabulous Rougeaus (Jacques et Raymond Rougeau) avec qui il bat Tito Santana et The Rockers (Marty Jannetty et Shawn Michaels). Ils s'affrontent à nouveau d'abord dans un match simple le 21 septembre durant l'enregistrement du Saturday Night's Main Event du 14 octobre où l'arbitre les disqualifie tous les deux à la suite des interventions de Slick (en) en faveur de Martel et The Big Boss Man pour Santana. Le jour de la diffusion de cette émission, le tournoi King of the Ring a lieu et Martel atteint la finale en éliminant Bill Wood, Luke puis Jimmy Snuka avant de perdre face à Santana. Le 23 novembre au cours des Survivor Series dans un match par équipe à élimination où l'équipe de Santana composée de Brutus Beefcake, Dusty Rhodes et du Red Rooster (en) l'emporte sur celle de Martel (Bad News Brown, The Big Boss Man et The Honky Tonk Man), Martel élimine son rival en début de match avant d'être éliminé plus tard dans le match par Beefcake.
L'équipe créative ne l'implique dans aucune rivalité importante début 1990. Il participe au Royal Rumble où il entre en 22e position et se fait éliminer par l'Ultimate Warrior, puis le 1er avril à WrestleMania VI, il bat Koko B. Ware par soumission dans un match sans enjeu. À l'automne, il reprend sa rivalité avec Tito Santana qui l'élimine dans un match handicap par équipe à élimination où Santana, l'Ultimate Warrior et Hulk Hogan l'emportent sur l'équipe de Martel composée d'Hercules, Paul Roma, Ted DiBiase et The Warlord le 22 novembre au cours des Survivor Series et le lendemain il prend sa revanche et bat par soumission son ancien équipier,.

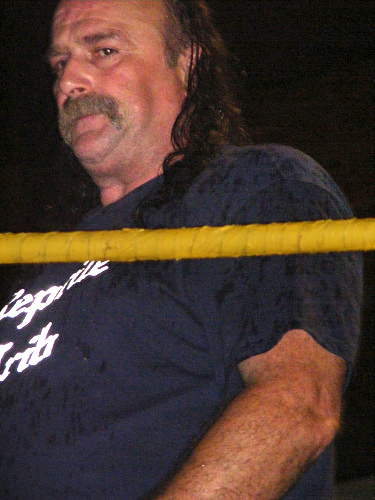
Jake Roberts (en 2008), son rival en 1990.

Il débute aussi quelques jours plus tôt une rivalité avec Jake « The Snake » Roberts qu'il aveugle avec un parfum en spray dénommé Arrogance le 13 octobre, cela donne lieu à un match par équipe à élimination où Martel utilise à nouveau son parfum sur Roberts qui se fait compter à l'extérieur,. Elle continue en 1991 où Martel élimine son rival lors du Royal Rumble match au cours du spectacle éponyme le 19 janvier ; finalement les deux hommes s'affrontent le 24 mars à WrestleMania VII dans un Blindfold match, une variante de match simple où les participants ont les yeux bandés, que Roberts remporte,. Peu après ce match, Vigneault décide de mettre sa carrière entre parenthèses pour suivre des études afin de travailler dans l'immobilier. Fin juin, le Dr George Zahorian que l'État fédéral accuse d'avoir fourni à des catcheurs des stéroïdes anabolisant après 1988 déclare que Vigneault est un de ses clients, chose qu'il confirme au cours du procès de Zahorian,.
Martel retourne à la WWF début décembre 1991 puis il participe au Royal Rumble où Sid Justice l'élimine au cours du Royal Rumble match pour le championnat poids-lourds de la WWF,. Le 5 avril à WrestleMania VIII, il perd face à Tatanka. Il est de la tournée en Europe de la fédération où il affronte Bret Hart pour le championnat intercontinental de la WWF, ce dernier conserve son titre. Il commence ensuite une rivalité avec Shawn Michaels car les deux hommes ont de l'affection pour Sensational Sherri (la valet de Michaels). Ils s'affrontent le 29 août à SummerSlam dans un match où ils ne doivent pas se frapper au visage qui se conclut par un double décompte à l'extérieur. À l'automne, il vole la coiffe amérindienne ce qui donne lieu à un match entre les deux hommes le 25 novembre au cours des Survivor Series où Tatanka sort une nouvelle fois vainqueur.
Le 24 janvier 1993, au cours du Royal Rumble, il entre en 26e position et Bob Backlund l'élimine. Il apparaît ensuite de moins en moins souvent dans les émissions produites par la WWF car son entreprise de promotion immobilière a des difficultés financières et participe à plusieurs spectacles non télévisés à partir de la fin juillet,. Lors de son retour sur les écrans le 4 octobre, il remporte avec Razor Ramon une bataille royale pour désigner le nouveau champion intercontinental, les deux hommes s'affrontent pour le titre la semaine suivante et Ramon en sort vainqueur,. Cela donne lieu ensuite à un match par équipe à élimination le 24 novembre où Ramon, Marty Jannetty, Randy Savage et The 1-2-3 Kid battent Martel, Adam Bomb, Diesel et Irwin R. Schyster, Martel se faisant éliminer par The 1-2-3 Kid.
Le 22 janvier 1994, il élimine Greg Valentine avant d'être éliminé par Tatanka au cours du Royal Rumble match durant le spectacle éponyme. Le 20 mars à WrestleMania X, il doit faire équipe avec The Headshrinkers (Samu et Fatu), Irwin R. Schyster, et Jeff Jarrett et affronter The 1-2-3 Kid, The Smoking Gunns (Billy et Bart Gunn) et Sparky Plugg mais la fédération décide d'annuler cet affrontement à la dernière minute. Le 28 mars, il effectue son dernier match simple dans une émission de la WWF où il perd par soumission face à Lex Luger. Il continue de participer à des spectacles non télévisés avant d'arrêter fin juillet.
Il revient à la WWF pour un soir le 22 janvier 1995 au cours du Royal Rumble où Sionne l'élimine.

### Diverses fédérations (1994-1997)
Peu après son départ de la World Wrestling Federation en juillet 1994, il affronte le 23 juillet Doink à la World Wide Wrestling Alliance, ce match se conclut sans vainqueur à la suite d'un double décompte à l'extérieur. Il affronte ensuite à plusieurs reprises Tito Santana dans diverses fédérations.
En juillet 1995, il fait un passage à la Catch Wrestling Association (CWA), une fédération autrichienne et affronte le 8 juillet Franz Schuhmann pour le championnat des poids-moyens de la CWA ; Schumann sort vainqueur de cette confrontation. En 1997, il effectue plusieurs matchs par équipe avec The Natural (en) qu'ils remportent face à Christian Cage et Rhino puis face à Cage et Adam Impact.

### World Championship Wrestling (1998)
Le 5 janvier 1998, Martel remporte son premier match à la World Championship Wrestling (WCW) face à Brad Armstrong. La semaine suivante, il demande au champion du monde de la télévision de la WCW Booker T un match de championnat ce qu'il obtient. Booker T conserve son titre le 24 janvier à WCW nWo Souled Out et après le matchs les deux hommes se serrent la main avant que Perry Saturn n'attaque Martel et d'être stoppé par le retour de Booker sur le ring. Le 16 février, il prend sa revanche sur Saturn avant de remporter plus tard le championnat Télévision malgré l'intervention de Saturn en fin de match. Six jours plus tard à SuperBrawl VIII, Martel se blesse au genou au cours de son match de championnat face à Booker T, ce dernier sortant vainqueur de cette confrontation. Le 13 juillet, Martel revient sur le ring et obtient un match pour le championnat Télévision de Booker T face à Stevie Ray (le frère de Booker ainsi que son équipier avec qui il forme les Harlem Heat) et alors que Martel s'apprête à soumettre Ray, Bret Hart lui assène un coup de chaise permettant à Ray de remporter le match.

### Reconnaissance de ses pairs et diverses apparitions
Vigneault redevient promoteur immobilier au Québec et effectue ponctuellement des signatures d'autographes en marge de spectacles de catch jusqu'en 2012. En 2007, il accorde une interview où il retrace toute sa carrière à RF Video qui fait l'objet d'un DVD. En 2011, le Cauliflower Alley Club (en), une fraternité de catcheurs et de boxeurs, lui décerne en avril le Lou Thesz award pour l'ensemble de sa carrière. En 2014 sort un DVD où Martel retrace l'année 1981 à la World Wrestling Federation. En mai 2015, il entre au Professional Wrestling Hall of Fame and Museum, un Temple de la renommée non lié aux fédérations de catch.

## Palmarès
- All Star Pro Wrestling

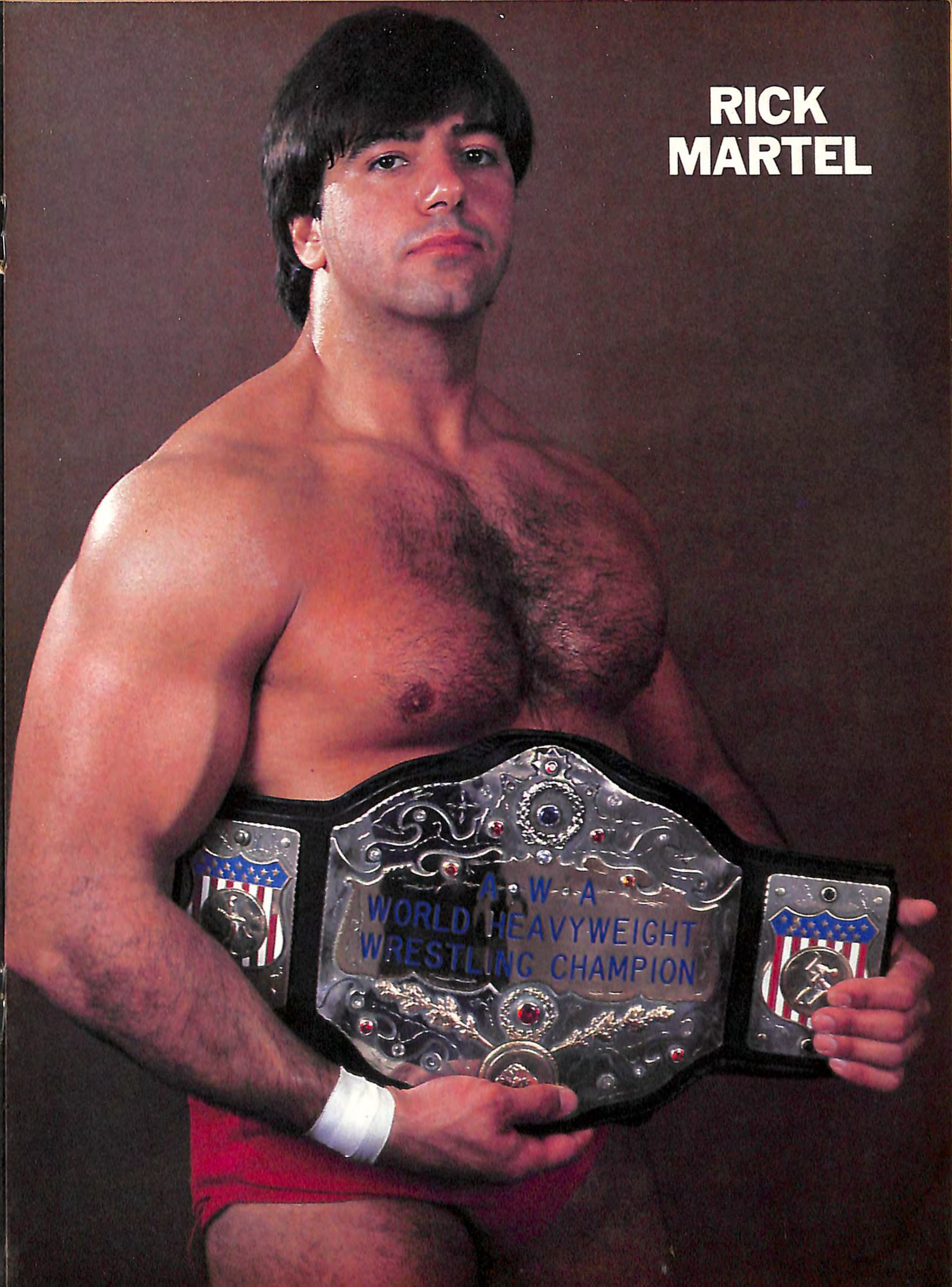
Rick Martel posant avec la ceinture de champion du monde poids lourd de l'AWA.

  - Champion poids-lourds de l'Empire britannique (3 fois) [7]
- All-Star Wrestling
  - Champion par équipe du Canada de la NWA (version Colombie-Britannique) (1 fois) avec Roddy Piper[87]
- American Wrestling Association (AWA)
  - Champion du monde poids-lourds de l'AWA (1 fois)[88]
- Georgia Championship Wrestling
  - Champion par équipe de Géorgie de la NWA (1 fois) avec Tommy Rich[89]
- Lutte Internationale
  - Champion poids-lourds International[27]
- Mid-Pacific Promotions
  - Champion poids-lourds d'Amérique du Nord de la NWA (Hawaii version) (1 fois)[8]
- Pacific Northwest Wrestling
  - Champion poids-lourds de la NWA Pacific Northwest (1 fois)[90]
  - Champion par équipe de la NWA Pacific Northwest (3 fois) avec Roddy Piper[19]
- Stampede Wrestling
  - Champion international par équipe de la Stampede (1 fois) avec Lenny Hurst[4]
- World Championship Wrestling (WCW)
  - Champion du monde de la télévision de la WCW (1 fois)[91]
- World Championship Wrestling (Australie)
  - Champion par équipe d'Australie-Asie de la National Wrestling Alliance avec Larry O'Day (1 fois)[6]
- World Wrestling Council (WWC)
  - Champion par équipe d'Amérique du Nord du WWC (1 fois) avec Pierre Martel[11]
- World Wrestling Federation (WWF)
  - Champion du monde par équipe de la WWF (3 fois) avec Tony Garea (2) et Tito Santana (1)[92]

## Récompenses des magazines
- Pro Wrestling Illustrated
  - 2e équipe de l'année 1981 avec Tony Garea[93].
  - 4e catcheur ayant le plus progressé de l'année 1982 et 3e de ce prix en 1984[94].
  - 4e catcheur de l'année en 1984 et 3e de ce prix en 1985[95].

| Année | 1991 | 1992 | 1993 | 1994 | 1995 | 1996 | 1997 | 1998 |
| ----- | ---- | ---- | ---- | ---- | ---- | ---- | ---- | ---- |
| Rang  | 41   | 35   | 156  | 70   | 93   | 139  | 363  | 193  |